# カランダガン
カランダガン(英:Calandagan)とは、フランス生産・調教の競走馬である。
主な勝ち鞍は、2025年のサンクルー大賞、キングジョージ6世&クイーンエリザベスステークス。

## 戦績

### 2歳(2023年)
8月12日にドーヴィル競馬場で行われた未勝利戦でデビューするも3着に敗れる。次走は10月31日にシャンティイ競馬場で行われた未勝利戦では勝利を収めてシーズンを終えた。

### 3歳(2024年)
3月16日にサンクルー競馬場で行われたリステッド競走で始動するも2着に敗れる。しかし、次走のノアイユ賞では直線で馬群を突き抜けて勝利、重賞初制覇を飾った。続いて出走したオカール賞でも、最後の直線で先に抜け出していたトラファルガースクエアを差し切って快勝した。さらに、イギリスに遠征して挑んだロイヤルアスコットのG2キングエドワード7世ステークスでは、大外に持ち出して加速すると後続勢を突き放し6馬身差で圧勝して重賞3連勝を飾った。続くインターナショナルステークスでは、逃げ粘りを図るシティオブトロイをとらえきれず2着に惜敗。さらに、続く英チャンピオンステークスでは伏兵アンマートに差し切られてG1戴冠を逃した。

### 4歳(2025年)
4月5日メイダン競馬場で行われたドバイシーマクラシックで始動。レースでは後方で脚を溜め、最後の直線では大外から懸命に追い込むもダノンデサイルを捕らえきれずに2着に敗れる。次走のコロネーションカップでも、最後の直線で猛烈な追い上げをみせたがヤンブリューゲルに差し返されてまたもや2着に敗れた。しかし、フランスに帰国して挑んだサンクル―大賞では、残り200mでアヴァンチュールを捕らえるとそのまま突き抜けて3馬身半差で勝利、悲願のG1初制覇を飾った。陣営は次走をキングジョージ6世&クイーンエリザベスステークスに定め、7月26日に予定通り出走した。5頭立ての小頭数となったレースでは最後方で脚を溜めながら道中を進み、最後の直線では先に抜け出したカルパナを外から差し切って優勝した。フランス調教馬及びグラファール調教師にとっては前年のゴリアットに続く同レース連覇となった。7月30日、フランスの競馬専門紙であるパリチュルフ電子版が伝えたところによれば、予定していたイギリスのヨークで8月20日に開催されるインターナショナルステークスを回避したうえで、11月30日に東京競馬場で行われるジャパンカップに参戦するという。このカランダガンのオーナーサイドのレーシングマネジャーはパリチュルフの取材に対して「（前走後の）回復は順調ですが、来月のヨークへの出走は見送りました。カランダガンはGⅠレースを3つ、比較的短い間隔で走っています。年末のビッグレース、特にジャパンCを狙いたいと考えています」とコメントしている。

## 血統表
| カランダガンの血統      | カランダガンの血統                  | カランダガンの血統       | （血統表の出典）         | （血統表の出典）  |
| 父系                    | サドラーズウェルズ系                | サドラーズウェルズ系     | サドラーズウェルズ系     | [ § 2 ]           |
| 父 Gleneagles 2012 鹿毛 | 父の父Galileo 1998 鹿毛             | Sadler's Wells 1981      | Northern Dancer          | Northern Dancer   |
| 父 Gleneagles 2012 鹿毛 | 父の父Galileo 1998 鹿毛             | Sadler's Wells 1981      | Fairy Bridge             |                   |
| 父 Gleneagles 2012 鹿毛 | 父の父Galileo 1998 鹿毛             | Urban Sea 1989           | Miswaki                  | Miswaki           |
| 父 Gleneagles 2012 鹿毛 | 父の父Galileo 1998 鹿毛             | Urban Sea 1989           | Allegretta               |                   |
| 父 Gleneagles 2012 鹿毛 | 父の母You'resothrilling 2005 黒鹿毛 | Storm Cat 1983           | Storm Bird               | Storm Bird        |
| 父 Gleneagles 2012 鹿毛 | 父の母You'resothrilling 2005 黒鹿毛 | Storm Cat 1983           | Terlingua                |                   |
| 父 Gleneagles 2012 鹿毛 | 父の母You'resothrilling 2005 黒鹿毛 | Mariah's Storm 1991      | Rahy                     | Rahy              |
| 父 Gleneagles 2012 鹿毛 | 父の母You'resothrilling 2005 黒鹿毛 | Mariah's Storm 1991      | Immense                  |                   |
| 母 Calayana 2014 鹿毛   | 母の父Sinndar 1997 鹿毛             | Grand Lodge 1991         | Chief's Crown            | Chief's Crown     |
| 母 Calayana 2014 鹿毛   | 母の父Sinndar 1997 鹿毛             | Grand Lodge 1991         | La Papagena              |                   |
| 母 Calayana 2014 鹿毛   | 母の父Sinndar 1997 鹿毛             | Sinntara 1989            | Lashkari                 | Lashkari          |
| 母 Calayana 2014 鹿毛   | 母の父Sinndar 1997 鹿毛             | Sinntara 1989            | Sidama                   |                   |
| 母 Calayana 2014 鹿毛   | 母の母Clariyn 2009 鹿毛             | Acclamation 1999         | Royal Applause           | Royal Applause    |
| 母 Calayana 2014 鹿毛   | 母の母Clariyn 2009 鹿毛             | Acclamation 1999         | Princess Athena          |                   |
| 母 Calayana 2014 鹿毛   | 母の母Clariyn 2009 鹿毛             | Clodovina 2004           | Rock of Gibraltar        | Rock of Gibraltar |
| 母 Calayana 2014 鹿毛   | 母の母Clariyn 2009 鹿毛             | Clodovina 2004           | Clodora                  |                   |
| 母系(F-No.)             | 16号族(FN:16)                       | 16号族(FN:16)            | 16号族(FN:16)            | [ § 3 ]           |
| 5代内の近親交配         | Northern Dancer4×5=9.38%            | Northern Dancer4×5=9.38% | Northern Dancer4×5=9.38% | [ § 4 ]           |
| 出典                    | 1. 2. 3. 4.                         | 1. 2. 3. 4.              | 1. 2. 3. 4.              | 1. 2. 3. 4.       |